# Mimulosia tortricoides
Mimulosia tortricoides là một loài bướm đêm thuộc phân họ Arctiinae, họ Erebidae.